# Elsewhere (Set It Off)
| Recensione | Giudizio |
| ---------- | -------- |
| Kerrang!   | 3/5      |

Elsewhere è il quinto album in studio dei Set It Off, pubblicato l'11 marzo 2022 per Fearless Records.

## Tracce
1. Skeleton – 3:24
2. Projector – 3:13
3. Cut Off – 3:08
4. Loose Cannon – 2:48
5. Why Do I – 2:36
6. As Good as It Gets – 2:58
7. Who's in Control – 3:06
8. Taste of the Good Life – 3:27
9. Why Not Me – 2:38
10. Dangerous – 2:05
11. Cordial – 3:07
12. The Magic 8 – 3:05
13. Playing with Bad Luck – 2:59
14. Peekaboo – 2:52
15. Catch a Break – 3:07
16. Better than This – 3:46

Durata totale: 48:19

## Formazione
- Cody Carson – voce, tastiere, chitarra ritmica, chitarra solista
- Zach DeWall – chitarra ritmica, chitarra solista, basso, voce secondaria
- Maxx Danziger – batteria, percussioni